# Siadryczyna
Siadryczyna (biał. Сядрычына; ros. Седричино, Siedriczino) – wieś na Białorusi, w obwodzie witebskim, w rejonie orszańskim, w sielsowiecie Wysokaje.